# Argeliers
Argeliers – miejscowość i gmina we Francji, w regionie Oksytania, w departamencie Aude. W 2013 roku jej populacja wynosiła 2050 mieszkańców. 

## Zabytki
Zabytki w Argeliers posiadające status Monument historique:
- Zamek w Argeliers